# Une famille à louer
Ne doit pas être confondu avec Famille à louer.
Pour plus de détails, voir Fiche technique et Distribution.
Une famille à louer est une comédie romantique française réalisée par Jean-Pierre Améris et sortie en 2015.

## Synopsis
Paul-André est un quadragénaire seul et introverti, vivant dans le luxe grâce à sa fortune réalisée dans l'informatique. Malgré son confort de vie, il déprime à l'idée de rester seul jusqu'à la fin de sa vie. Il rencontre alors Violette, femme active de quarante ans, élevant seule ses deux enfants, au bord de la faillite. Paul-André lui propose alors d'éponger ses dettes en échange d'une vie de famille. Paul-André part habiter chez Violette et il découvre les deux enfants de Violette, Lucie et Auguste,.

## Fiche technique
- Titre : Une famille à louer
- Réalisation : Jean-Pierre Améris
- Scénario : Jean-Pierre Améris et Murielle Magellan
- Photographie : Virginie Saint-Martin
- Montage : Anne Souriau
- Décors : Franck Schwartz
- Costumes : Nathalie du Roscoat et Paule Mangenot
- Supervision musicale : Valérie Lindon (Ré Flexe Music)
- Producteurs : Philippe Godeau et Nathalie Gastaldo Godeau
- Coproducteurs : Jacques-Henri et Olivier Bronckart
- Société de production : Pan-Européenne, en association avec Indéfilms 3 et Cinémage 9
- Budget : 7,98M€[3]
- Directeur de production : Baudoin Capet
- Distributeur : Studiocanal
- Pays d'origine :  France
- Genre : comédie romantique
- Durée : 96 minutes
- Date de sortie : 19 août 2015 (France)

## Distribution

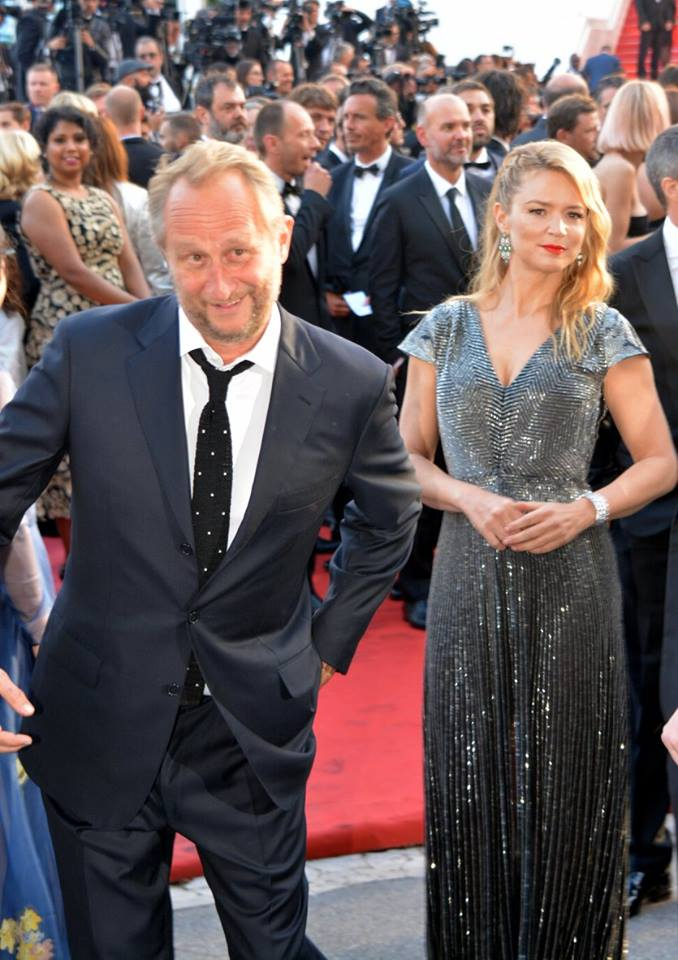
Les acteurs principaux Benoît Poelvoorde et Virginie Efira.

- Benoît Poelvoorde : Paul-André[1],[2]
- Virginie Efira : Violette[1],[2]
- François Morel : Léon
- Philippe Rebbot : Rémi
- Pauline Serieys : Lucie
- Calixte Broisin-Doutaz : Auguste
- Avec la participation de Édith Scob : Mme Delalande
- Nancy Tate : Sandra
- Rémy Roubakha : Lucien
- Xavier Mathieu : Fabian
- Gwendoline Hamon : la femme de Fabian

## Autour du film
Sauf indication contraire ou complémentaire, les informations mentionnées dans cette section proviennent du générique de fin de l'œuvre audiovisuelle présentée ici.
- Le film rassemble 861 646 spectateurs en Europe dont 767 921 spectateurs en France[4].
- Le film a notamment été tourné à la Villa Poiret[5].